# Monte Fantino
Il Monte Fantino (2.094 m s.l.m.) è una montagna delle Alpi Liguri nella sottosezione delle Alpi del Marguareis.

## Geologia

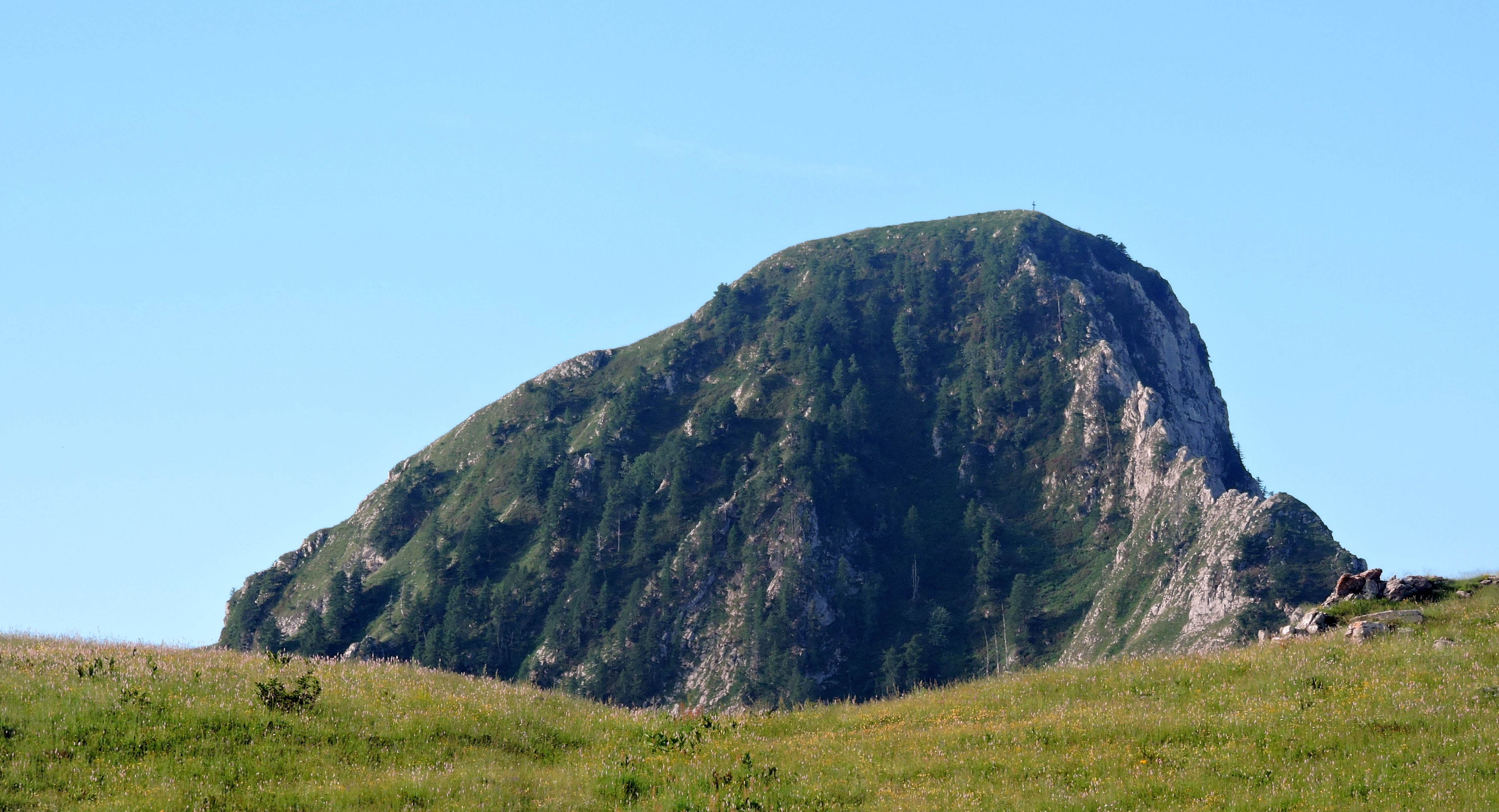
Vista da nord

Il Monte Fantino si trova in una ampia zona di natura principalmente calcarea. Attorno alla montagna sono presenti alcune cavità naturali.

## Caratteristiche

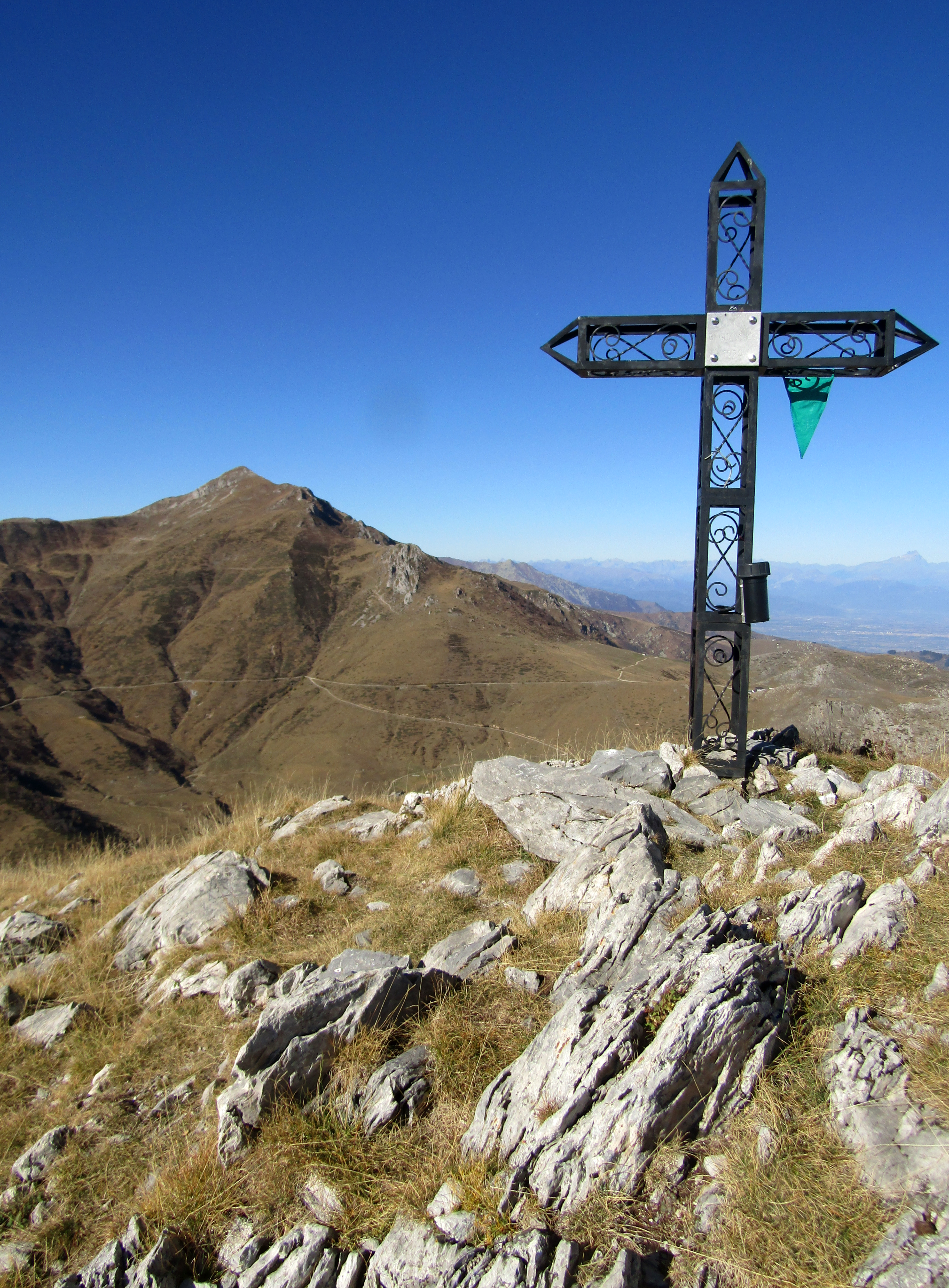
La croce di vetta, a sinistra il Mondolè

La montagna si trova sullo spartiacque tra due valloni della val Corsaglia, bagnati dal Rio Sbornina e dal Rio Sotto Crosa. Il crinale si origina dalla Cima della Brignola, perde quota fino al Bocchino della Brignola (2.276 m), risale alla Cima Ferlette e prosegue poi con la punta del Lusco (2.277 m) e il Monte Fantino, esaurendosi alla confluenza tra i due corsi d'acqua presso le "Stalle Buroch". Il punto culminante della montagna è segnalato da una alta croce di vetta metallica; la sua prominenza topografica è di 161 m..
Il monte Fantino è caratterizzato ad est da pendii prativi regolari e molto ripidi, mentre si affaccia verso nord-ovest sul vallone del rio Sbornina con una parete di rocciosa quasi verticale di quasi 500 metri di dislivello.

## Salita alla vetta

### Accesso estivo
La montagna è accessibile con un percorso escursionistico, valutato di difficoltà E dalla Sella Brignola (1.933 m), a sua volta raggiungibile dal fondo della Val Corsaglia (Ponte di Murao) o dal Rifugio della Balma. Sulla strapiombante parete nord-ovest, affacciata verso il vallone Sbornina, sono state tracciate alcune storiche vie di arrampicata.

### Accesso invernale
Il Monte Fantino è meta di alcuni percorsi scialpinistici, che partono da località diverse; in particolare la si può raggiungere da Prato Nevoso. La difficoltà è stimata in BS (Buoni Sciatori).

### Punti di appoggio
- Rifugio Balma, sullo spartiacque val Maudagna/val Corsaglia.